# Manuel Tagüeña
Manuel Tagüeña Lacorte (ur. 1913 w Madrycie, zm. 1971 w Meksyku) – hiszpański oficer, podpułkownik, uczestnik hiszpańskiej wojny domowej walczący po stronie republikańskiej.

## Życiorys
W czasie studiów na uniwersytecie w Madrycie został liderem Komunistycznego Związku Studentów. Po antyrządowym puczu zorganizowanym przez gen. Francisco Franco opowiedział się po stronie republikańskiej. Brał udział w walkach wokół Madrytu, a dzięki swym zdolnościom szybko awansował. W wieku 25 lat uzyskał stopień podpułkownika, i w tym stopniu dowodził XV Korpusem Armijnym m.in. w bitwie nad Ebro.
Po upadku Republiki Hiszpańskiej wyemigrował do ZSRR. W czasie pobytu w ZSRR ukończył Akademię Wojskowej im. Michaiła Frunzego w Moskwie. Podczas II wojny światowej pełnił funkcję szefa sztabu w jednej z dywizji Armii Czerwonej[wymaga weryfikacji?]. Po wojnie wyjechał do Jugosławii, gdzie został radzieckim doradcą przy Jugosłowiańskiej Armii Ludowej. Ostatecznie jako przeciwnik polityki stalinizmu zmuszony został do wyjazdu do Meksyku gdzie pracował w laboratorium farmaceutycznym.